# Cunaxa thessalica
Cunaxa thessalica är en spindeldjursart som beskrevs av Sionti och Papadoulis 2003. Cunaxa thessalica ingår i släktet Cunaxa och familjen Cunaxidae. Inga underarter finns listade i Catalogue of Life.